# Итенберг, Борис Самуилович
Бори́с Самуи́лович Итенбе́рг (10 февраля 1921, Клинцы, Гомельская губерния, РСФСР — 12 ноября 2016, Москва, Российская Федерация) — советский и российский историк. Доктор исторических наук (1966), профессор (1991). 

## Биография
Окончил школу в Подмосковье, в 1939 году поступил на исторический факультет Московского областного педагогического института (МОПИ). В 1942 году окончил исторический факультет Чкаловского государственного педагогического института имени В. П. Чкалова.
С 1942 года — в рядах Красной Армии, окончил Чкаловское зенитное артиллерийское училище. Участник Великой Отечественной войны.
С 1945 года — учитель истории, с 1946 года — директор школы рабочей молодёжи в городе Перово Московской области. В 1950 году защитил кандидатскую диссертацию «„Южнороссийский союз рабочих“ — первая пролетарская организация в России».
С 1957 года — научный сотрудник Института истории АН СССР (Институт российской истории РАН). В 1965 году защитил докторскую диссертацию «Движение революционного народничества: народнические кружки и „хождение в народ“ в 70-х годах XIX в.».
Похоронен в Москве на Востряковском кладбище.

## Основные работы
- Южнороссийский союз рабочих — первая пролетарская организация в России, М., 1954 (2-е изд. 1974);
- Первый Интернационал и революционная Россия, М., 1964;
- Движение революционного народничества. Народнические кружки и «хождение в народ» в 70-е годы XIX в. М., 1965;
- Россия и Парижская коммуна, М., 1971;
- Лавров, М., 1981 (в сер. «ЖЗЛ»; совм. с А. И. Володиным);
- Россия и Великая французская революция, М., 1988;
- П. Л. Лавров в русском революционном движении, М., 1988;
- Российская интеллигенция и Запад: век XIX. М., 1999;
- Русские и К. Маркс: выбор или судьба. М., 1999 (совм. с В. А. Твардовской);
- Граф М. Т. Лорис-Меликов и его современники. М., 2004 (совм. с В. А. Твардовской).

Участвовал в работе над коллективными трудами «Парижская коммуна» (т. 2, М., 1961), «Первый Интернационал» (ч. 2, М., 1965), «Очерки истории исторической науки в СССР» (т. 5, М., 1985), «История рабочего класса России 1861—1900 гг.». Член редколлегий и соавтор монографий «Россия в революционной ситуации на рубеже 1870—1880-х гг.» (М., 1983), «Группа „Освобождение труда“ и общественно-политическая борьба в России» (М., 1984), «Революционеры и либералы России» (М., 1990), «Российские либералы» (М., 2001). Подготовил издание документов «Революционное народничество 1870-х гг.» (тт. 1-2, М.-Л., 1964—1965) и др.